# Monzón del sur de Asia

Una visualización del monzón del sur de Asia basada en el conjunto de datos de precipitación cuasi global de más de 30 años del Climate Hazards Group InfraRed Precipitation with Station data (CHIRPS), analizado y visualizado con Google Earth Engine.

El monzón del sur de Asia se encuentra entre varios monzones globales distribuidos geográficamente. Afecta al subcontinente indio, donde es uno de los fenómenos meteorológicos más antiguos y esperados y un patrón económicamente importante cada año de junio a septiembre, pero sólo se comprende parcialmente y es muy difícil de predecir. Se han propuesto varias teorías para explicar el origen, el proceso, la fuerza, la variabilidad, la distribución y los caprichos generales del monzón, pero la comprensión y la previsibilidad aún están evolucionando.
Las características geográficas únicas del subcontinente indio, junto con los factores atmosféricos, oceánicos y geográficos asociados, influyen en el comportamiento del monzón. Debido a sus efectos sobre la agricultura, la flora y la fauna y el clima de naciones como Bangladesh, Bután, India, Nepal, Pakistán y Sri Lanka –entre otros efectos económicos, sociales y ambientales–, el monzón es uno de los más esperados, seguido, y estudió los fenómenos meteorológicos en la región. Tiene un efecto significativo en el bienestar general de los residentes e incluso ha sido apodado el "verdadero ministro de finanzas de la India".